# Biecz (Brody)
Biecz [bjɛt͡ʂ] (deutsch Beitzsch, 1937–45 Beitsch; niedersorbisch Bušc) ist eine Ortschaft mit Schulzenamt (Sołectwo) der Stadt-und-Land-Gemeinde Brody (Pförten) im Powiat Żarski (Landkreis Sorau) in der polnischen Woiwodschaft Lebus. Bis zum 5. Oktober 1954 war Biecz eine eigenständige Landgemeinde und danach eine Gromada, die am 1. Januar 1973 nach Brody eingemeindet wurde.

## Lage
Biecz liegt im polnischen Teil der Niederlausitz, 28 Kilometer Luftlinie nordwestlich von Żary und 14 Kilometer östlich der Grenze zu Deutschland. Umliegende Ortschaften sind Grodziszcze im Norden, Gareja und Ziębikowo im Osten, Chełm Żarski und Tarnów im Südosten, Żytni Młyn im Süden, Brody im Südwesten, Datyń im Westen und Koło im Nordwesten.
Das Dorf liegt an der Droga wojewódzka 286 und zwei Kilometer nördlich der Droga wojewódzka 289. Zum Ort gehört die Siedlung Rybitwy.

## Geschichte

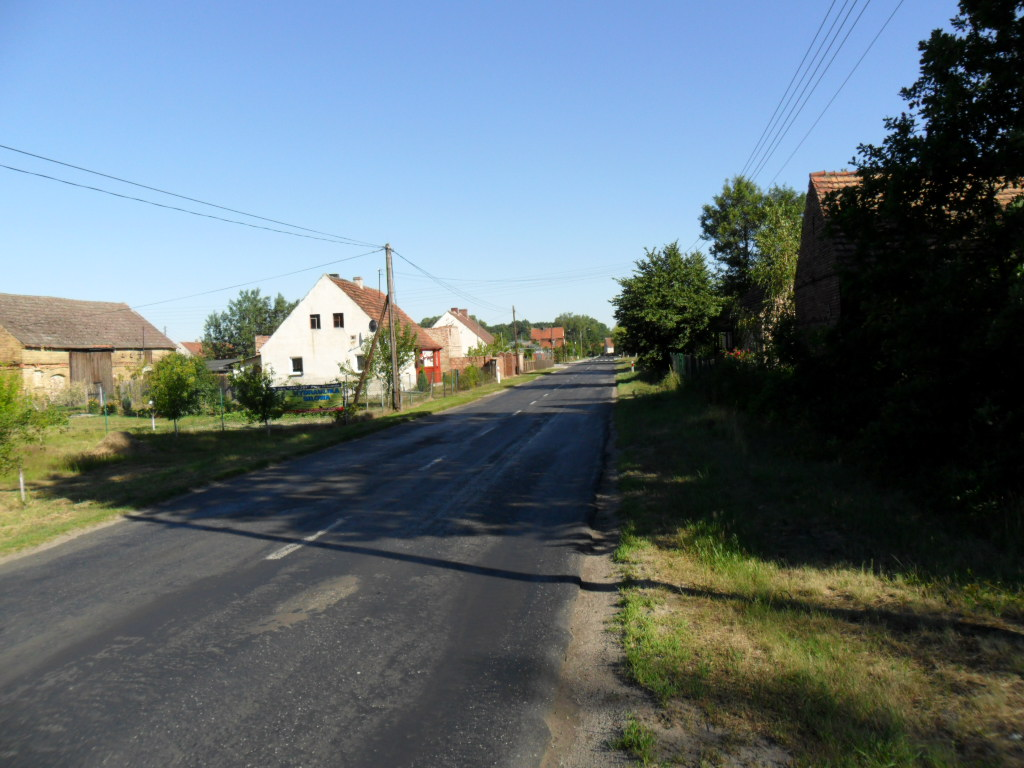
Blick durch den Ort entlang der Woiwodschaftsstraße 286

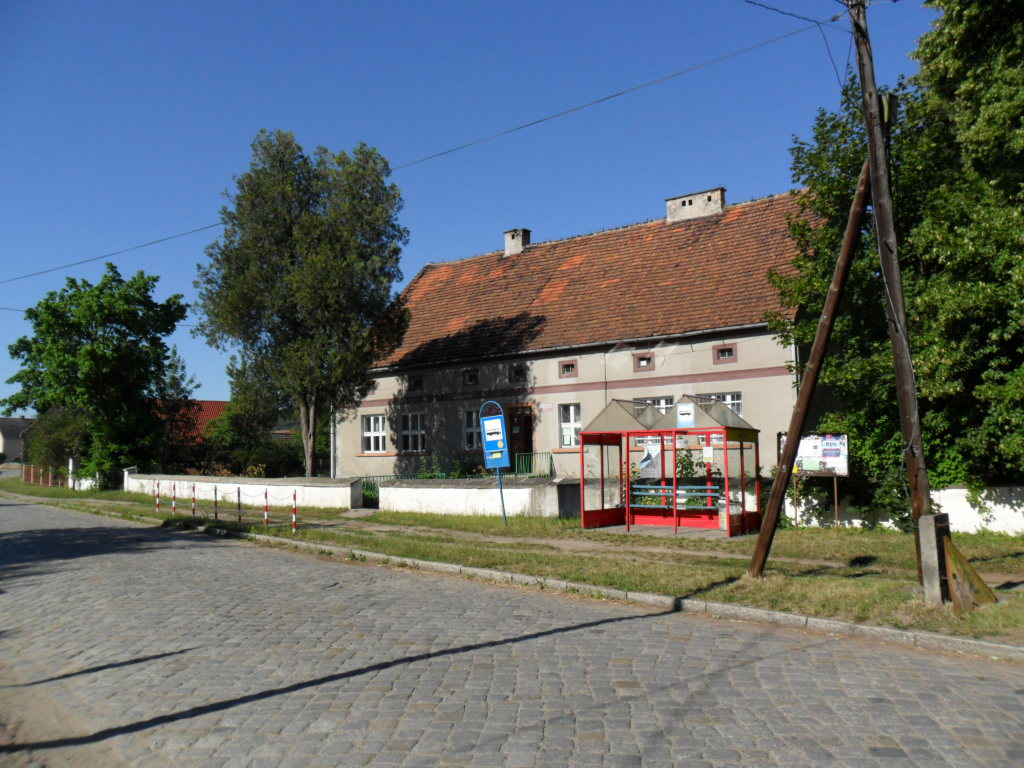
Ortszentrum

Der Ort wurde 1316 erstmals urkundlich erwähnt, als er in den Besitz der Adelsfamilie Wiedebach über ging. Der Ortsname ist von dem Personennamen Budisław abgeleitet. Während des Dreißigjährigen Krieges wurde Beitzsch im Jahr 1627 von den Truppen des Feldherren Wallenstein überfallen, dabei wurde die ursprünglich in dem Dorf vorhandene Burg zerstört. 1721 wurde die Kirche des Dorfes gebaut. Bis 1806 gehörte das Dorf zum Kurfürstentum Sachsen und danach zum Königreich Sachsen.
Aufgrund der Beschlüsse auf dem Wiener Kongress musste Sachsen die Niederlausitz im Jahr 1815 an das Königreich Preußen abtreten. Im folgenden Jahr wurde in Preußen eine umfassende Gebietsreform durchgeführt, seitdem gehörte die Gemeinde Beitzsch zum Landkreis Guben in der Provinz Brandenburg. In der Topografisch-statistischen Übersicht des Regierungsbezirks Frankfurt a.d.O. aus dem Jahr 1844 sind für den Ort Beitzsch 509 Einwohner in 63 Wohnhäusern verzeichnet. Zum Dorf gehörten ein Rittergut, zwei Vorwerk und eine Wassermühle. Zu diesem Zeitpunkt war Karl von Wiedebach und Nostitz-Jänkendorf (1810–1873) der Eigentümer mehrerer Rittergüter, darunter auch auf Beitzsch. Hauptwohnort war Arnsdorf. Wiedebach hatte gut geheiratet, sein Schwiegervater Freiherr von Ungern-Sternberg war Direktor der livländischen Kreditkasse.
1867 hatte die Gemeinde Beitzsch insgesamt 689 Einwohner, diese verteilten sich auf den Hauptort mit 639 Einwohnern sowie den Dorfkrug Hammerschänke mit zehn Einwohnern und die Siedlung Papiermühle mit 40 Einwohnern. Zum Dorf Beitzsch gehörten zwei Vorwerke, eine Wassermühle, eine Schäferei und eine Ziegelei. Im Ortsteil Papiermühle wurde eine Wollspinnerei betrieben. Nach dem 1879 erstmals amtlich publizierten Generadressbuch der Ritterguts- und Gutsbesitzer des Königreiches Preußen umfasste das Gut Beitzsch samt Brennerei und Ziegelei genau 1136,26 ha.
Seit 1874 war Beitzsch Verwaltungssitz des gleichnamigen Amtsbezirkes, dem neben Beitzsch außerdem die Landgemeinden Grötzsch und Seebigau angehörten. 1881 wurde der Ort bei einem Brand fast vollständig zerstört. Bei der Volkszählung mit Stichtag 1. Dezember 1910 hatte die Landgemeinde Beitsch 420 und der Gutsbezirk Beitzsch 151 Einwohner. Die Gemeinde und der Gutsbezirk wurden später vereinigt, im Jahr 1928 wurde außerdem die Landgemeinde Grötzsch nach Beitzsch eingemeindet. 1937 wurde die Schreibweise des Ortsnamens im Zuge der Germanisierung sorbischstämmiger Ortsnamen durch die Nationalsozialisten in Beitsch geändert.

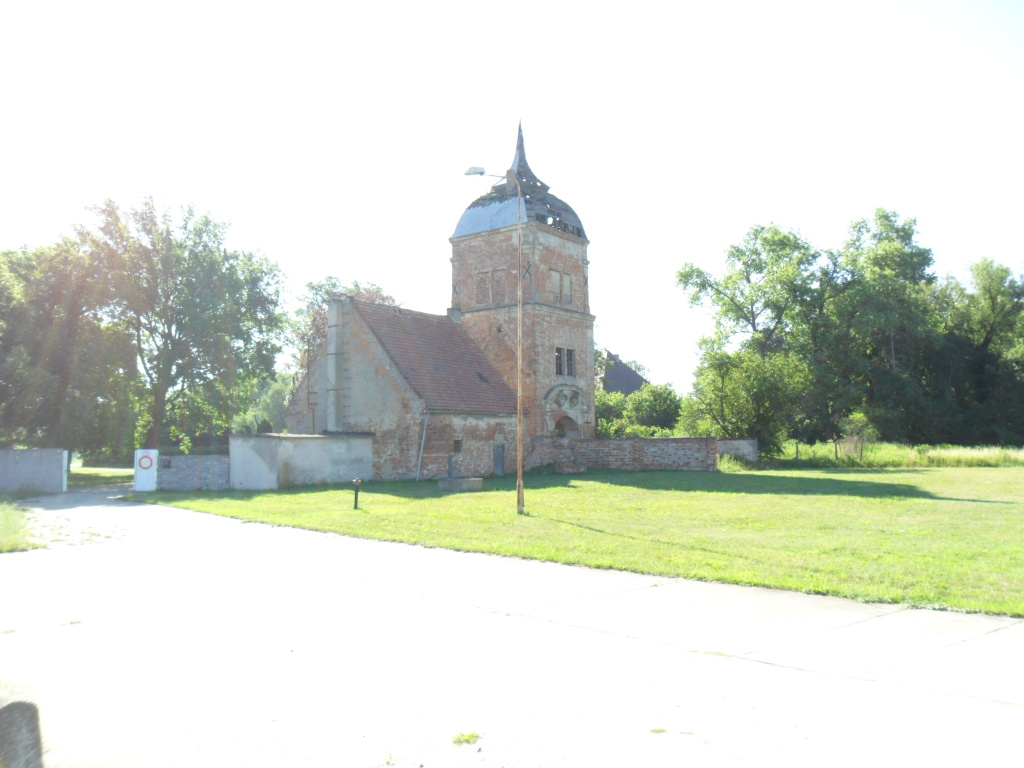
Schloss Biecz

Letzte Gutsherren waren Karl von Wiedebach und Nostitz-Jänkendorf (1844–1910), dann sein gleichnamiger Sohn (1873–1914). Beide waren zudem Fideikommissherren anderer Güter. Noch Anfang der 1920er Jahre sind für das Rittergut die konkreten Daten vorliegend, die Größe umfasste immerhin 1316 ha. Betrieben wurde hauptsächlich eine Schafsviehwirtschaft. An der Spitze des Gutsbetriebes stand der Verwalter Maiwald.
Nach dem Ende des Zweiten Weltkriegs wurden die Herren von Wiedebach enteignet. Der Amtsbezirk Beitzsch wurde ebenfalls aufgelöst. Durch die Festlegung der Oder-Neiße-Grenze am 2. August 1945 wurde Beitsch polnisch, der Ortsname in Biecz geändert, die deutschen Einwohner vertrieben und der Ort durch polnische Neusiedler bezogen. In Polen war Biecz zunächst eine eigenständige Gmina wiejska und gehörte zunächst zur Woiwodschaft Posen und ab 1950 zur Woiwodschaft Zielona Góra. Dort gehörte Biecz zum Powiat Gubinski. Am 1. Juli 1952 wurden die Gemeinden Jałowice (mit der Ortschaft Lasek), Jasienica, Mierków, Osiek, Raszyn und Ziębikowo nach Biecz eingemeindet. Im Oktober 1954 wurde in Polen eine Verwaltungsreform durchgeführt, bei der die meisten Landgemeinden in Gromadas umgewandelt wurden. Dabei wurde die Landgemeinde Biecz in die Gromadas Biecz und Mierków aufgeteilt, wobei die Ortschaften Grodziszcze, Jałowice, Jasienica und Lasek in der Gromada Biecz blieben. Ebenfalls im Oktober 1954 wurde Biecz aus dem Powiat Gubinski in den Powiat Lubski umgegliedert.
Am 1. Januar 1973 wurde die Gromada Biecz mit der Gromada Brody zu der neuen Landgemeinde Brody vereinigt. 1975 wurde der Powiat Lubski aufgelöst. Seit 1999 gehört Biecz zum Powiat Żarski.